# Massimo Carraro
Massimo Carraro (ur. 8 marca 1959 w Camposampiero) – włoski prawnik, przedsiębiorca i polityk, poseł do Parlamentu Europejskiego V kadencji.

## Życiorys
Z wykształcenia prawnik, zajmował się działalnością naukową. W drugiej połowie lat 80. przeszedł do pracy w biznesie, obejmował kierownicze stanowiska w spółkach prawa handlowego. Był też prezesem organizacji zrzeszających młodych przedsiębiorców.
W wyborach w 1999 jako bezpartyjny kandydat z listy Demokratów Lewicy został wybrany do Parlamentu Europejskiego. Należał m.in. do frakcji socjalistycznej, pracował w Komisji Przemysłu, Handlu Zewnętrznego, Badań Naukowych i Energii. W PE zasiadał do 2004.
W wyborach regionalnych w 2005 z poparciem koalicji centrolewicy ubiegał się o urząd prezydenta Wenecji Euganejskiej, przegrywając z kandydatem centroprawicy, Giancarlem Galanem. Uzyskał mandat radnego rady regionalnej, z którego zrezygnował już w 2006. Powrócił następnie do pracy zawodowej.